# Incanto di mezzanotte
Pour plus de détails, voir Fiche technique et Distribution.
Incanto di mezzanotte est une comédie fantastique italienne réalisée par Mario Baffico et sortie en 1940.

## Synopsis
Une société de production cinématographique obtient la permission de tourner certaines scènes dans un château appartenant à un noble déchu. L'intrigue du film a justement pour thème une querelle amoureuses impliquant les ancêtres de ce noble. Mais des fantômes hantent le château...

## Fiche technique
Sauf indication contraire, les informations mentionnées dans cette section peuvent être confirmées par la base de données cinématographiques IMDb,  présente dans la section « Liens externes ».
- Titre original italien : Incanto di mezzanotte[1]
- Réalisation : Mario Baffico
- Scenario : Mario Baffico, Vittorio Nino Novarese, Alberto Albani Barbieri (it), Ettore Maria Margadonna
- Photographie :	Piero Portalupi (it), Václav Vích
- Montage : Mario Serandrei
- Musique : Edgardo Carducci
- Décors : Alberto Tavazzi (it), G. Raimondi
- Costumes : Vittorio Nino Novarese
- Production : Tullo Taormina
- Société de production : Diana Film S.p.a.
- Pays de production :  Royaume d'Italie
- Langue originale : Italien
- Format : Noir et blanc - Son mono
- Durée : 83 min (1 h 23[1])
- Genre : Comédie fantastique
- Dates de sortie :
  - Royaume d'Italie : 30 juin 1940

## Distribution
- Germana Paolieri (it) : Comtesse Cristina Velasco
- Guido Notari (it) : Comte Fabrizio Velasco
- Nerio Bernardi : Lieutenant Du Brissac / Papanin
- Enzo Biliotti : Stanford
- Andrea Checchi : Comte Abbiati
- Romolo Costa : Comte Ruggero Velasco
- Tina Lattanzi : Dora White
- Lauro Gazzolo : Martino
- Celeste Calza Almieri : Dorotea D'Andrate
- Carlo De Cristofaro : Murray
- Giovanni Dolfini : Professeur Goffi
- Adele Garavaglia : Rosa
- Augusto Marcacci
- Carlo Duse
- Claudio Ermelli
- Giacomo Almirante
- Achille Majeroni (it)
- Adele Paternò
- Nando Bruno
- Gero Zambuto
- Oreste Fares